# Дитерихс, Фёдор Карлович
Фёдор Карлович Дитерихс  (4 августа 1831 — 1899) — генерал от артиллерии, начальник приготовительного пансиона Николаевского Кавалерийского училища, директор Санкт-Петербургской военной гимназии и Пажеского корпуса.

## Биография
Родился 4 августа 1831 года, лютеранского вероисповедания. Офицер с 7 августа 1851 года, воспитывался в Михайловской артиллерийской академии. С августа 1868 года был инспектором классов Нижегородской графа Аракчеева военной гимназии, с 22 ноября 1870 года начальник Приготовительного пансиона Николаевского кавалерийского училища.
С 8 августа 1873 года директор 3-й Санкт-Петербургской военной гимназии (с небольшим перерывом: с 8 июня по 15 августа 1875 года  должность директора Корпуса исправлял Павел Игнатьевич Рогов). 15 февраля 1878 года назначен директором Пажеского корпуса, 4 ноября 1894 года Федор Карлович был назначен состоять для поручении при Главном Управлении Военно-учебных заведении, сверх штата, с оставлением по полевой пешей артиллерии и с зачислением в списки Пажеского корпуса. Федору Карловичу этим корпусом присвоенное было сохранено право ношения мундира. Скончался в 1899 году; похоронен на Никольском кладбище Александро-Невской лавры.